# Uranoscopus scaber
Il pesce prete o lucerna (Uranoscopus scaber) è un pesce di mare appartenente alla famiglia Uranoscopidae di cui è l'unico membro mediterraneo.

## Distribuzione e habitat
È diffuso in tutto il mar Mediterraneo ed è molto comune lungo le coste italiane. Vive inoltre nel mar Nero e nell'Oceano Atlantico orientale, tra la Spagna settentrionale ed il Marocco.
Il suo habitat è costituito dai fondi molli sabbiosi o fangosi a profondità tra i 15 ed oltre 100 metri.

## Descrizione
È un pesce assolutamente inconfondibile a causa della testa molto grande e piatta con occhi e bocca rivolti verso l'alto. La bocca è molto grande ed armata di denti appuntiti con un'appendice vermiforme inserita sulla mandibola. Dietro l'opercolo branchiale sporge una lunga e robusta spina velenifera. Le pinne dorsali sono due: la prima è piccola, di colore nero e di forma triangolare mentre la seconda è lunga ed opposta alla pinna anale, le pettorali sono grandi e la pinna caudale tronca.

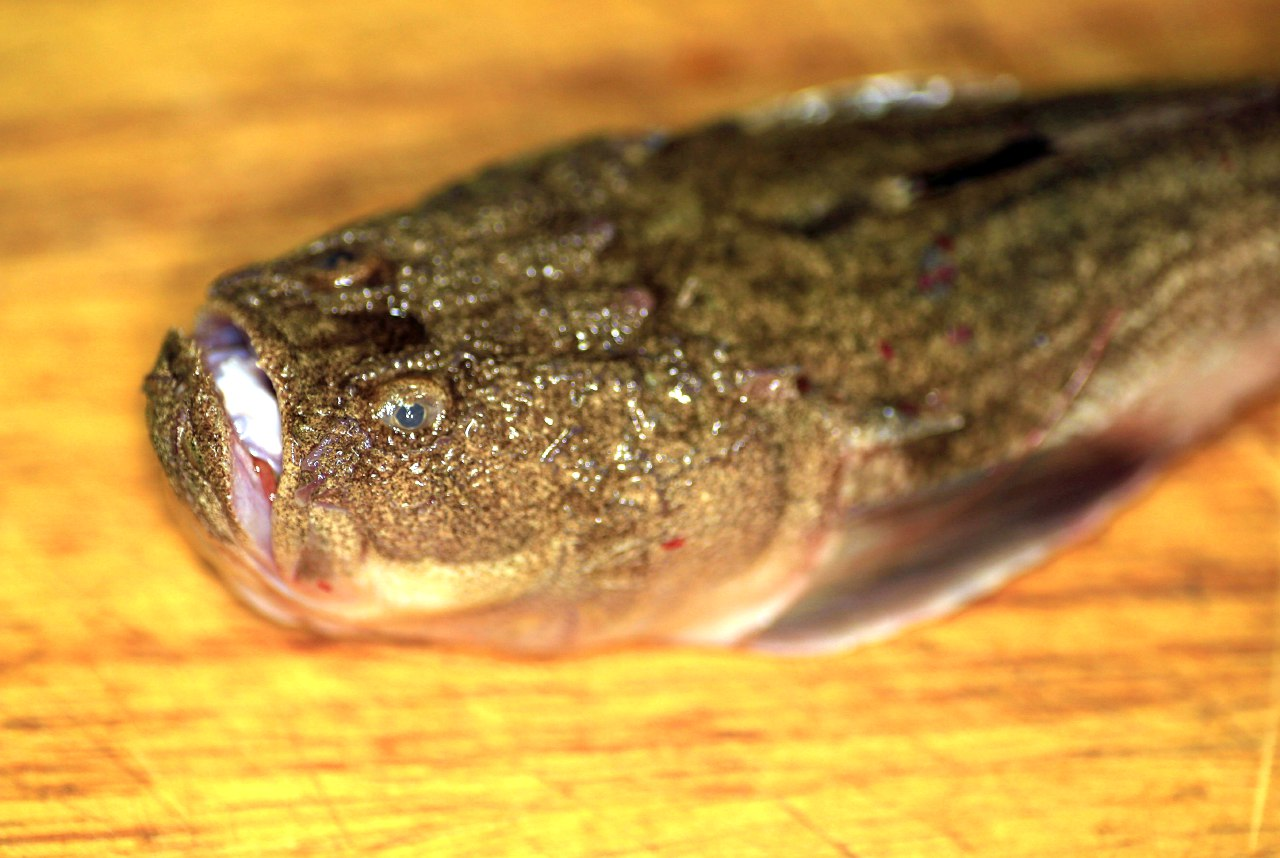
Uranoscopus scaber, particolare della testa

Il colore è bianco sul ventre e sulla pinna anale mentre il dorso ed i fianchi sono bruni, talvolta con macchiette chiare.
Raggiunge i 30 cm ma normalmente i pesci pescati variano dai 15 ai 20 cm.

## Biologia
Questa specie ha degli organi elettrici dietro gli occhi, le scariche che producono sono debolissime e la loro funzione non è ben nota. Il fatto che vi sia una grossa differenza tra le caratteristiche delle scariche emesse dal maschio e dalla femmina pare suggerire che quest'attività elettrica abbia un ruolo nel corteggiamento.

### Alimentazione
È un predatore, si ciba principalmente di pesci ed altri piccoli animali. La sua tecnica di caccia è caratteristica, passa quasi tutto il suo tempo infossato nel sedimento facendo sporgere solo gli occhi ed il filamento boccale che viene mosso svolgendo funzioni di esca ed attirando le prede.

### Riproduzione
Si riproduce in primavera-estate, uova e larve sono pelagiche, il giovane assume uno stile di vita bentonico quando misura circa 5 cm.

## Pesca
Viene catturato spesso dalle reti a strascico e da posta ed è un ingrediente comune delle zuppe di pesce come il cacciucco livornese.

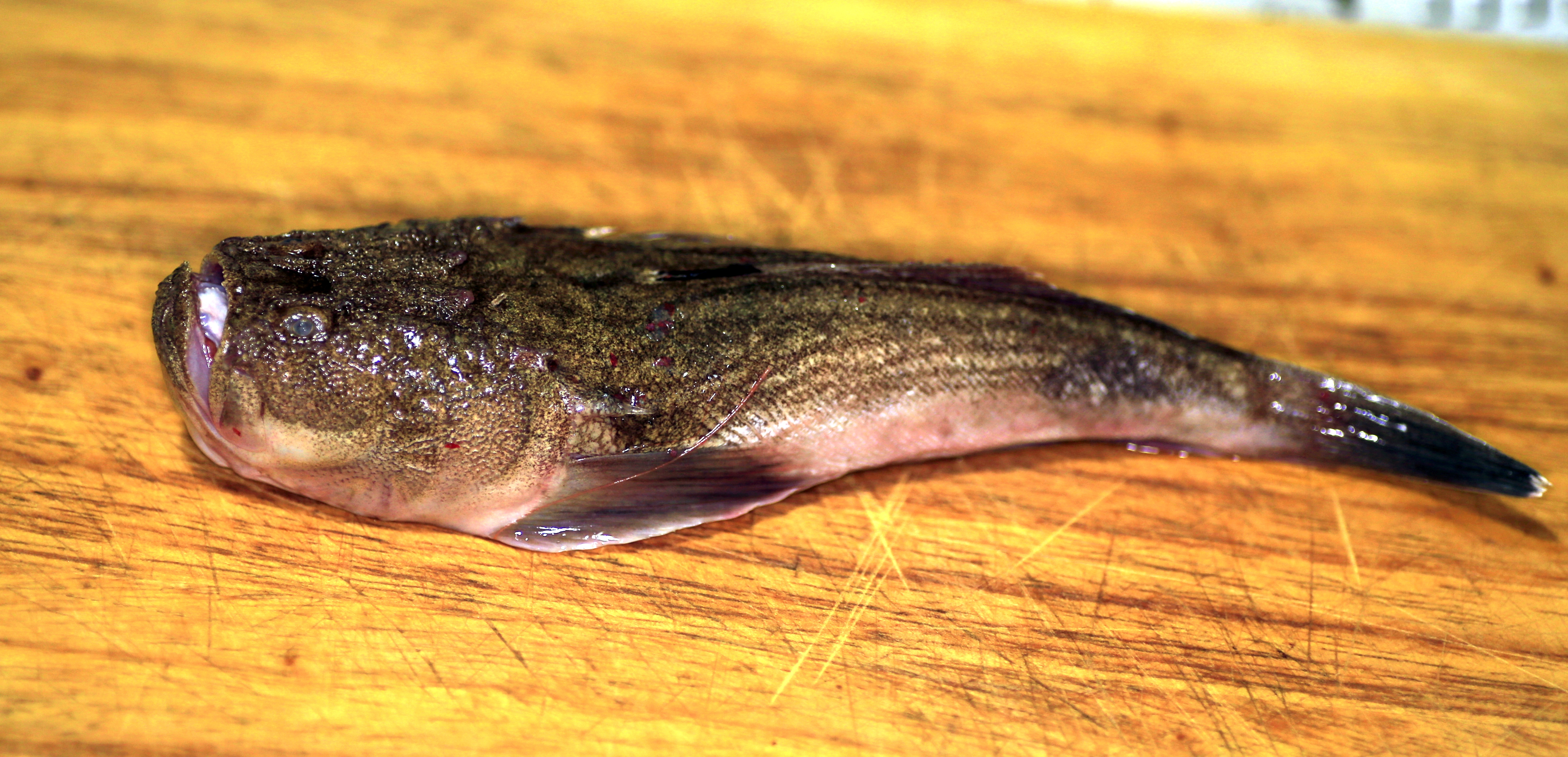
Uranoscopus scaber

## Pericolosità
Le spine opercolari sono velenifere ma il veleno, poco noto, sembra meno pericoloso di quello delle tracine. Tuttavia è molto comune per gli esseri umani venire a contatto con questi pesci durante la pesca.
Per un primo soccorso è utile immergere la zona colpita in acqua molto calda (anche salata) per due ore (almeno un'ora), o anche 30 minuti sotto la sabbia, poiché il veleno è termolabile.